# Antheuil-Portes
Antheuil-Portes är en kommun i departementet Oise i regionen Hauts-de-France i norra Frankrike. Kommunen ligger i kantonen Ressons-sur-Matz som tillhör arrondissementet Compiègne. År 2022 hade Antheuil-Portes 410 invånare.

## Befolkningsutveckling
Antalet invånare i kommunen Antheuil-Portes
| Referens: INSEE |